# Scott Glenn
Theodore Scott Glenn, més conegut com a Scott Glenn (Pittsburgh, Pennsilvània, 26 de gener de 1941), és un actor estatunidenc. Ha realitzat diferents papers com Wes Hightower a Urban Cowboy (1980), l'astronauta Alan Shepard a Escollits per la glòria (1983), Emmett a Silverado (1985), Comandant Bart Mancuso a La caça de l'Octubre Vermell (1990), Jack Crawford a El Silenci dels Anyells (1991), Roger a Training Day (2001), Ezra Kramer a L'ultimàtum de Bourne (2007), The Wise Man a Sucker Punch (2011), i Stick a Daredevil.

## Biografia
Va créixer a Appalachia i té ancestres irlandesos i amerindis. Scott Glenn va néixer un 26 de gener de 1941 a Pittsburgh (Estats Units). Fill d'un home de negocis i d'una mestressa de casa, la seva infància va ser tot el contrari del que qualsevol nen desitjaria. Prostrat en un llit durant diversos anys per malaltia, tots els pronòstics dels metges assenyalaven que arrossegaria la resta dels seus dies una pronunciada coixesa. En comptes de caure en el descoratjament, ell i la seva família van decidir que realitzaria programes intensius de rehabilitació per superar aquest problema. No només va aconseguir eliminar la seva coixesa, sinó que fins i tot es va aficionar a les arts marcials.
Després de passar amb suficiència la seva adolescència acadèmica, va entrar a la Universitat de William & Mary per especialitzar-se en el seu propi idioma, l'anglès. Lliurement passaria després tres anys en l'exèrcit, on també va fer de reporter per a un petit diari. Les habilitats adquirides amb la ploma el van portar a intentar centrar-se a ser escriptor, però li faltava formació per exercir aquesta professió amb destresa. I aquí justament va ser quan va descobrir la seva vocació per la interpretació, ja que va decidir fer classes d'actuació per millorar i entendre com fer els diàlegs per als seus textos.
És més, es va traslladar a Nova York el 1966 per unir-se a les classes de George Morrison i dos anys després, a l'Actor's Studio.I ja els papers van començar a venir a poc a poc, en el teatre professional i en la televisió.
Va fer el seu debut a Broadway el 1965, amb l'obra The Impossible Years. Després d'aparèixer en diferents papers en diverses produccions de Broadway, es va passar a la pantalla gran, amb títols inicials com Un bebè per a la meva esposa (1970) o Fortune & Men´s Eyes (1971). Intentant escalar posicions, es va mudar a Los Angeles, però el seu pas per allí no li donaria totes les satisfaccions que esperava.
Va obtenir petits papers en cintes com el drama musical oscaritzat Nashville (1975) i el western "Quan ella es va venir de la vall" (1979), i fins i tot Francis Ford Coppola li va donar l'oportunitat d'intervenir en un dels clàssics del cinema com és Apocalypse Now (1979). No obstant això, una mescla de circumstàncies personals i professionals va fer que Glenn es prengués un any sabàtic en Idaho, on va fer de tot menys actuar.
Encara que és cert que aquest retir daurat li va durar poc, James Bridges va picar a la seva porta de nou, com ja havia fet en "Un bebè per a la meva esposa". Gràcies a l'entretinguda comèdia romàntica Cowboy de ciutat (1980), on compartia repartiment amb John Travolta i Debra Winger, va aconseguir fer-se un rostre més recognoscible per al gran públic. Per això se'l va poder veure en el drama d'acció El repte del samurai (1982). Treballa després en les nominades als Oscar Quan el riu creix (1984) i en un altre western taquiller Silverado amb Kevin Kline i Kevin Costner (1985), així com en Escollits per a la glòria (1983), premiat film sobre la carrera espacial nord-americana en els 60`s, cinta que va aconseguir fer-se fins a quatre estatuetes.
Aquests anys 80´ van ser sens dubte per Glenn un període d'esplendor, el qual continuaria amb fulgor en els 90´. Primer, La caça de l'Octubre Roig (1990) li va donar l'oportunitat d'estar en una altra pel·lícula nominada a premis de l'Acadèmia. Al cap i a la fi, no tothom pot dir que ha participat en un dels thrillers policíacs més destacats de tota aquesta dècada com és El silenci dels anyells (1991), on era el cap de Jodie Foster. I en tercer lloc, el seu pas per Backdraft (1991), va suposar una clara mostra que producció en la qual actuava, producció que triomfava en taquilla. Fins i tot un “cameo” en la sàtira El joc de Hollywood (1992) va posar en relleu aquesta idíl·lica situació. Un luxe per a ell i per a la seva carrera.
Aniria alternant diferents rols en diferents pel·lícules durant tots els noranta, i fins a 1996 i 1997 no trobaria un altre parell de papers destacables. Aquesta vegada sèrie gràcies al drama bèl·lic Courage Under Fire (1996), i a Absolute Power (1996), la intrigant cinta dirigida per Clint Eastwood. Començant el nou mil·lenni va actuar en el film sobre alpinisme Limit Vertical (2000). El 2001 tindria el seu espai en el thriller de corrupció i desenfrenament (Training day: dia d'entrenament) que va ser un gran film guardonat i lloat per la critica, al costat de Denzel Washington i Ethan Hawke, així com en la comèdia negra Buffalo Soldiers (2001), també en la previsible crítica social que es fa en "El costat fosc de la nit" (2006) o en la comèdia independent Camille (2007).
La CIA el va cridar per ser el seu director en la cinta d'acció i espionatge L'ultimàtum de Bourne (2007) i en la seva seqüela El llegat de Bourne (2012). Aquest paper proper a les forces de l'ordre el va tornar a encarnar en "W." (2008), quan va fer de Donald Rumsfeld, secretari de Defensa. Algunes de les últimes cintes on ha aparegut són "Secretariat" (2010), on comparteix crèdits amb Diane Lane i John Malkovich; i "El noi del periòdic" (2012), drama situat en el sud dels Estats Units en els 60´.
Deixant a un costat el seu costat més cinematogràfic, Glenn ha actuat en diversos telfilms com "Desapareix però no s'oblida" (2005) o "Code Breakers" (2005); a més de ser un dels testimoniatges que componen documentals com Els grans vilans de Hollywood (2005) o Backdraft: The Explosive Stunts (2006).
Pel que fa a la seva vida personal, es va casar amb Carol Schwartz el 1967. Amb ella ha tingut dues filles. Tota la família sempre ha estat molt involucrada en tasques benèfiques, com les activitats que organitzen al costat de la fundació naval Special Warfare o les ajudes que presten a les víctimes de les guerres navals.

## Filmografia
Les seves pel·lícules més destacades són:
- The Baby Maker (1970)
- Angels Hard as They Come (1971)
- Gargoyles (1972)
- Hex (1973)
- Nashville (1975)
- Apocalypse Now (1979)
- More American Graffiti (1979)
- Urban Cowboy (1980)
- Personal Best (1982)
- The Challenge (1982)
- Escollits per a la glòria (1983)
- The Keep (1983)
- The River (1984)
- Countdown to Looking Glass (1984)
- Wild Geese II (1985)
- Silverado (1985)
- As Summers Die (1986)
- Man on Fire (1987)
- Gangland: The Verne Miller Story (1987)
- Saigon (Off Limits) (1988)
- Miss Firecracker (1989)
- La caça de l'Octubre Roig (The Hunt for Red October) (1990)
- El silenci dels anyells (1991)
- My Heroes Have Always Been Cowboys (1991)
- Backdraft (1991)
- Women & Men 2 (1991)
- Shadowhunter (1993)
- Els crits dels innocents (Slaughter of the Innocents) (1993)
- Extreme Justice (1993)
- Past Tense (1994)
- Night of the Running Man (1995)
- Tall Tale (1995)
- Reckless (1995)
- Courage Under Fire (1996)
- Carla's Song (1996)
- Edie & Pen (1996)
- Absolute Power (1997)
- Firestorm (1998)
- Naked City: Justice with a Bullet (1998)
- The Virgin Suicides (1999)
- The Last Marshal (1999)
- Límit vertical (Vertical Limit) (2000)
- Training day: dia d'entrenament (2001)
- The Seventh Stream (2001)
- Buffalo Soldiers (2001)
- Lligant caps (pel·lícula) (2001)
- A Painted House (2003)
- Puerto Vallarta Squeeze (2004)
- Homeland Security (2004)
- Faith of My Fathers (2005)
- Code Breakers (2005)
- Journey to the End of the Night (2006)
- Freedom Writers (2007)
- Camille (2007)
- L'ultimàtum de Bourne (2007)
- Nits de tempesta (2008)
- Surfer, Dude (2008)
- W. (2008)
- Secretariat (2010)
- Sucker Punch (2011)
- The Bourne Legacy (2012)
- The Paperboy (2012)
- Trigger (2014)
- The Leftovers (2014)
- Daredevil (2015)
- Grizzly (2015)